# Condado de Childress
O Condado de Childress é um dos 254 condados do estado norte-americano do Texas. A sede do condado é Childress, e sua maior cidade é Childress.
O condado possui uma área de 1 848 km² (dos quais 8 km² estão cobertos por água), uma população de 7 688 habitantes, e uma densidade populacional de 4 hab/km² (segundo o censo nacional de 2000).
O condado foi criado em 1876.